# Veľký Grob
Veľký Grob este o comună slovacă, aflată în districtul Galanta din regiunea Trnava. Localitatea se află la altitudinea de 122 m deasupra n.m., se întinde pe o suprafață de 23,55 km2 și în 2017 număra 1.335 de locuitori.

## Istoric
Localitatea Veľký Grob este atestată documentar din 1335.

## Demografie
| An:                | 1994 | 2004   | 2014   | 2024    |
| ------------------ | ---- | ------ | ------ | ------- |
| Număr de persoane: | 1247 | 1290   | 1307   | 1451    |
| Diferență:         |      | +3,44% | +1,31% | +11,01% |

| An:                | 2023 | 2024   |
| ------------------ | ---- | ------ |
| Număr de persoane: | 1459 | 1451   |
| Diferență:         |      | −0,54% |